# Cosmopterix helike
Cosmopterix helike là một loài bướm đêm thuộc họ Cosmopterigidae. Nó được tìm thấy ở Brasil (Goias).
Con trưởng thành được ghi nhận vào tháng 5. Cánh trước dài 3,7 mm. Loài này được đặt tên theo Helike, một Mặt Trăng của Sao Mộc.